# NGC 1056
NGC 1056 (другие обозначения — UGC 2183, MCG 5-7-32, MK 1183, ZWG 505.36, IRAS02398+2821, PGC 10272) — спиральная галактика (Sa) в созвездии Овен.
Этот объект входит в число перечисленных в оригинальной редакции «Нового общего каталога».
В галактике вспыхнула сверхновая SN 2011aq типа II, её пиковая видимая звездная величина составила 18,0.